# O arame
O arame es una ópera de cámara en un acto con música de Juan Durán sobre un libreto en gallego de Manuel Lourenzo, procedente del texto del propio Lourenzo Camiñar polo arame cunha lata de cervexa. Fue estrenada el 13 de septiembre de 2008 en el Teatro Colón de la ciudad de La Coruña dentro del LVI Festival de Ópera de La Coruña en una producción de la Asociación de Amigos de la Ópera de La Coruña con el propio Manuel Lourenzo cómo director de escena. La ópera fue Premio de la Crítica de Galicia.
La música en el estreno fue interpretada por el Grupo Instrumental siglo XX (agrupación integrada por algunos instrumentistas de la Orquesta Sinfónica de Galicia) bajo la batuta del gallego Maximino Zumalave. En la ópera hay únicamente dos cantantes, una soprano (en el estreno la propia hermana del compositor, Carmen Durán) y un barítono (en el estreno Javier Franco) y en la escenificación aparecen también dos mimos.

## Orquestración
1 flauta, 1 oboe, 1 clarinete, 1 fagot, 1 trompa, timbales, 4 violines, 2 violas, 2 violonchelos, 1 contrabajo y piano.